# Erigeron vagus
Erigeron vagus là một loài thực vật có hoa trong họ Cúc. Loài này được Payson mô tả khoa học đầu tiên năm 1926.